# Presidentvalet i Ecuador 1948

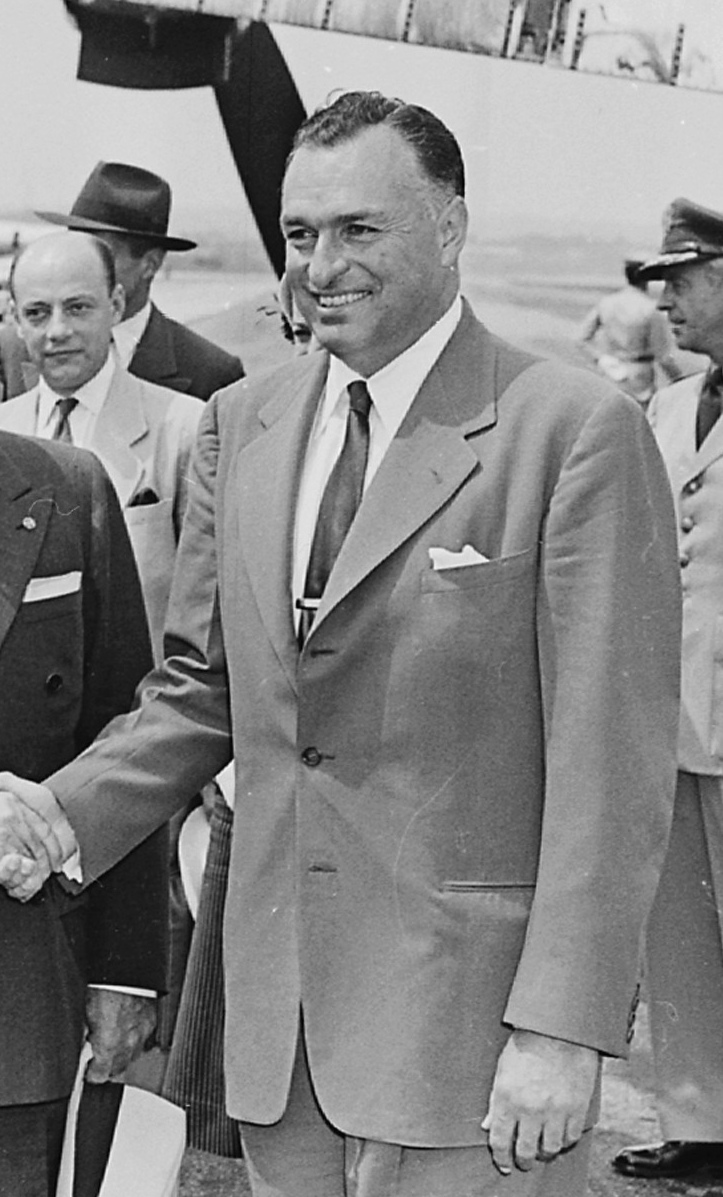
Galo Plaza

Presidentvalet i Ecuador 1948 hölls den 6 juni. Vann gjorde Galo Plaza som ställde upp för National Democratic Civic Movement..

## Valresultat
| Kandidat              | Parti                              | Röster  | %    |
| --------------------- | ---------------------------------- | ------- | ---- |
| Galo Plaza            | National Democratic Civic Movement | 115,708 | 41.1 |
| Manuel Flor Torres    | Conservative Party                 | 112,356 | 39.9 |
| Camilo Ponce Enríquez | PLRE-PSE                           | 53,649  | 19.0 |
| Total                 | Total                              | 281,713 | 100  |
| Registerede röster    | Registerede röster                 | 455,524 |      |
| Source: Nohlen        |                                    |         |      |